# Processus vaginalis
De processus vaginalis (processus vaginalis peritonei) is een uitstulping van het buikvlies bij mannen. Het is homoloog aan de gang van Nuck bij vrouwen. In zeldzame gevallen blijft een embryonaal overblijfsel bestaan en kan dit leiden tot een cyste of een hydrocele, dat zich kan ontwikkelen tot een liesbreuk of hydrocele testis. De uitstulping komt vanaf ongeveer de 12e week vanaf de laatste menstruatie samen met het gubernaculum voor tijdens de embryonale ontwikkeling van het urinewegstelsel en voortplantingssysteem, meer specifiek tijdens de indaling van de zaadballen. Het buikvliesdeel van deze uitstulping, de tunica vaginalis, bekleedt vervolgens de binnenkant van het scrotum. Als de zaadbal via het lieskanaal in het scrotum daalt, vormt het buikvlies aanvankelijk een buisvormige uitstulping vanaf het begin van het lieskanaal (anulus inguinalis profundus). In de regel wordt deze uitstulping afgebroken als onderdeel van de verdere ontwikkeling tussen het begin van het lieskanaal en de zaadbal en blijft alleen de tunica vaginalis over. De tunica vaginalis produceert vloeistof, waardoor de wrijving van de teelballen in het scrotum wordt verlaagd.

## Klinische betekenis
Een open processus vaginalis kan tot een aantal afwijkingen leiden. Peritoneale vloeistof kan door een open processus vaginalis stromen, wat leidt tot de vorming van een hydrocele. Een open processus vaginalis komt vaker voor aan de rechterkant dan aan de linkerkant. Ophoping van bloed in een processus vaginalis kan resulteren in een hematocele.
Er is een kans op de ontwikkeling van een indirecte liesbreuk, hoewel niet alle mensen met een processus vaginalis er een zullen ontwikkelen. Hoe groter de opening van de processus vaginalis, hoe groter de kans dat de patiënt een iesbreuk ontwikkelt. Een processus vaginalis is ook de belangrijkste oorzaak van torsio testis, waarbij de zaadstreng naar de teelbal is gedraaid. Dit komt doordat door gebrek aan hechting aan de binnenbekleding (tunica vaginalis) van het scrotum de teelballen vrij kunnen draaien.

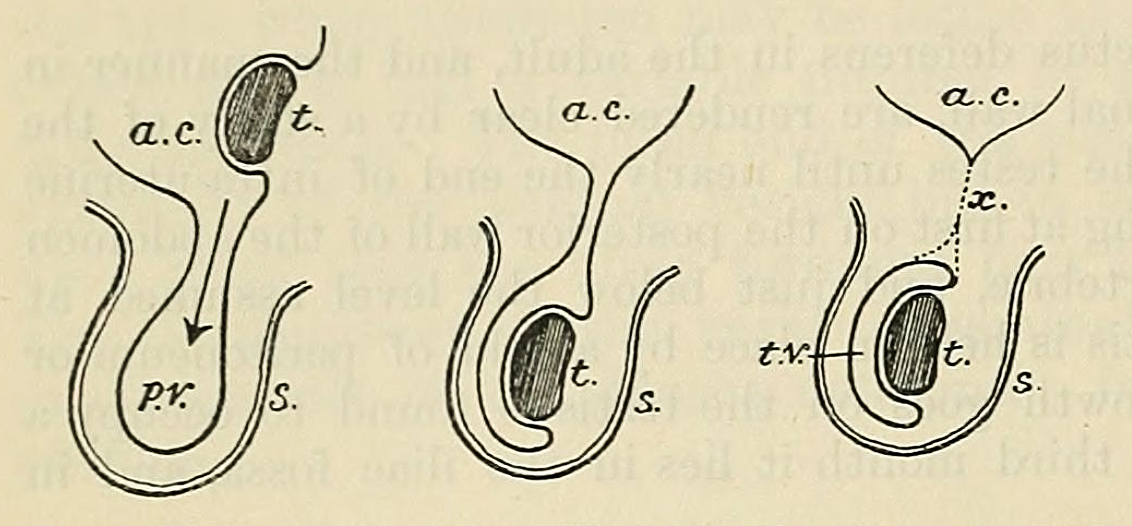
Indaling teelbal. a.c. Buikholte. p.v. Processus vaginalis. t. Teelbal. s. Scrotum. t.v. Tunica vaginalis. x. Embryonaal overblijfsel processus vaginalis.
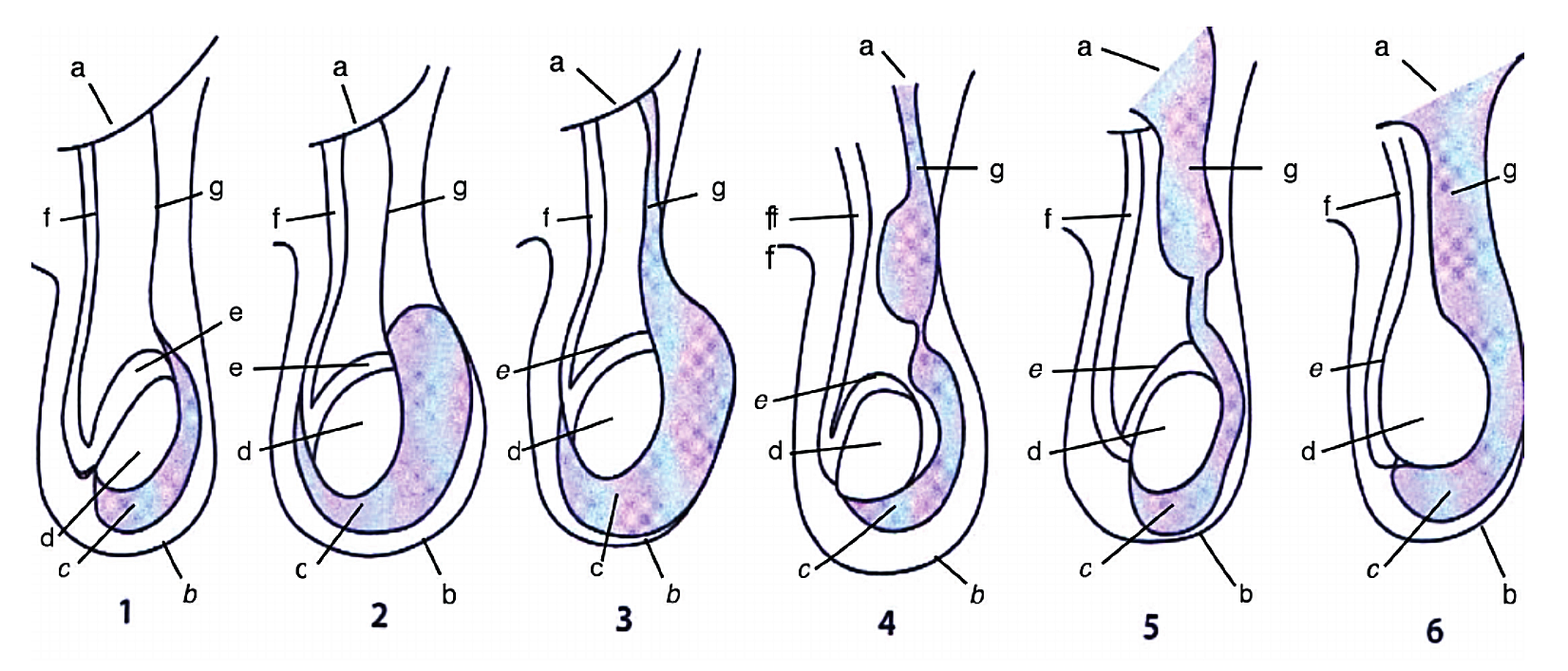
1. Normale anatomie, 2. Hydrocele van het volwassen type, 3. Open hydrocele, 4. Hydrocele van de zaadstreng, 5. Liesbreuk, 6. Lieskanaalscrotum hernia; a. buikvliesholte, b. scrotum, c. tunica vaginalis, d. teelbal, e. bijbal, f. zaadleider, g. processus vaginalis.
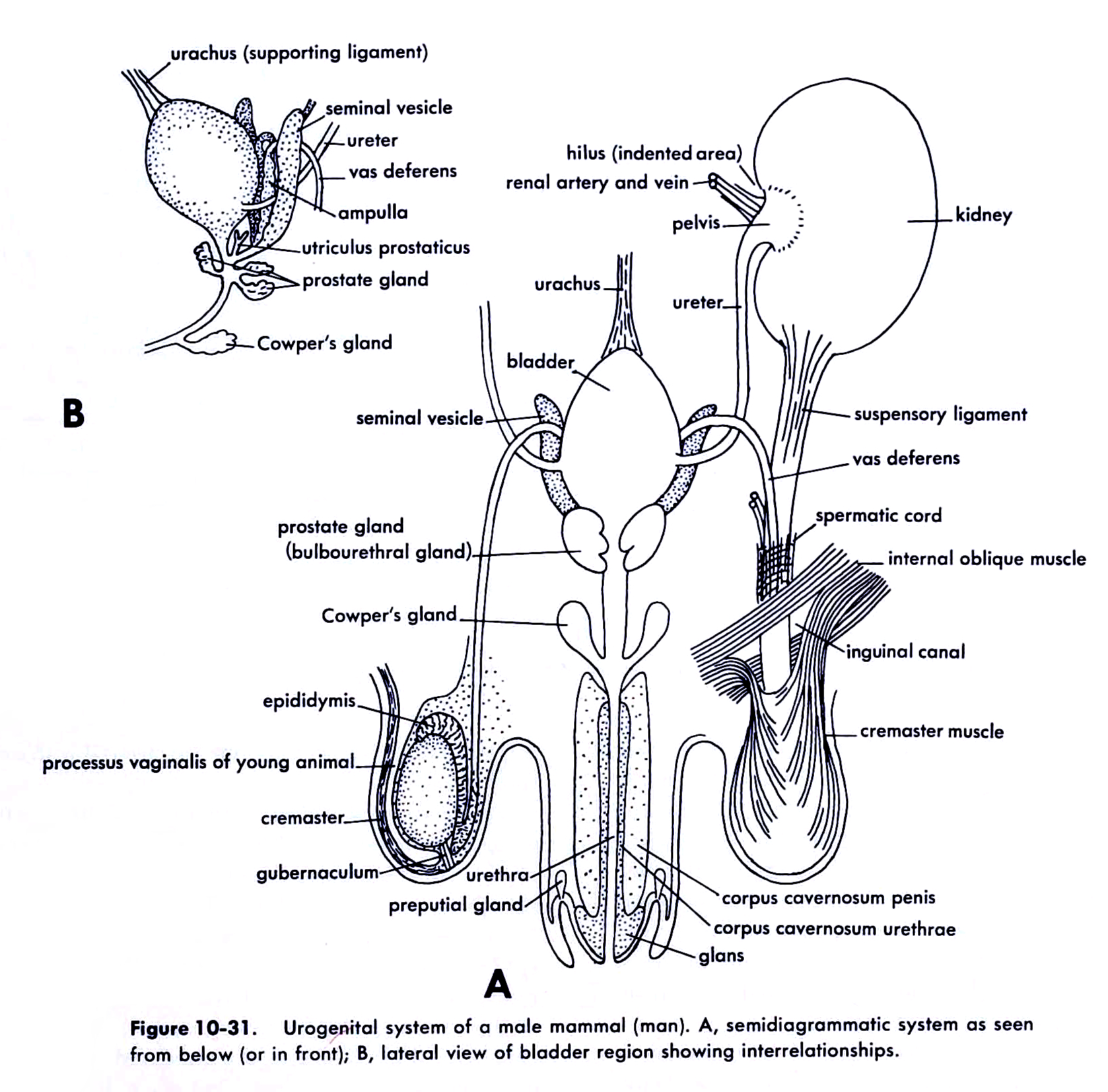
Processus vaginalis